# Euro et Pologne
 (novembre 2016).
- États membres de la zone euro : 20 pays (Allemagne, Autriche, Belgique, Chypre, Croatie, Espagne, Estonie, Finlande, France, Grèce, Irlande, Italie, Lettonie, Lituanie, Luxembourg, Malte, Pays-Bas, Portugal, Slovaquie, Slovénie)
- Micro-États non membres de l'UE utilisant l'euro avec l'accord de l'UE : 4 pays (Andorre, Monaco, Saint-Marin et Vatican)
- États non membres de l'UE qui ont adopté l'euro unilatéralement : 2 pays (Kosovo et Monténégro)
- États membres de l'Union européenne (UE) qui ont rejoint le MCE II : 1 pays (Bulgarie)
- État membre de l'UE faisant partie du MCE II mais qui est exempté de l'obligation de rejoindre la zone euro (Danemark).
- États membres de l'UE qui ont l'obligation  de rejoindre la zone euro : 5 pays (Hongrie, Pologne, Roumanie, Suède et Tchéquie)

L'obligation d'introduire l’euro en Pologne, c'est-à-dire l'entrée du pays dans la zone euro, découle du traité d'Athènes adopté par référendum en 2003. Actuellement, la monnaie de la Pologne est le złoty. Selon le traité d'Athènes, les nouveaux membres de l'Union européenne « doivent rejoindre l'union économique et monétaire à partir de la date d'adhésion », ce qui signifie que la Pologne est obligée d'adopter l'euro.

## Statut
Depuis le 1er mai 2004, la Pologne participe à l'union économique et monétaire, mais bénéficie d'une dérogation. Elle a donc le même statut que d'autres États qui ont adhéré à l'Union en même temps qu'elle. Ce statut diffère de celui du Danemark qui bénéficie d'un opt-out. L'abrogation de la dérogation est subordonnée à la réalisation des critères de convergence prévus par le traité de Maastricht que tous les membres de l'Union européenne doivent respecter afin d'entrer dans la zone euro. Ces critères sont :
- quatre critères de convergence nominaux ;
  - critère de stabilité des prix ;
  - critère budgétaire ;
  - critère de taux de change ;
  - critère de taux d'intérêt ;
- et une convergence juridique.

La décision d'abroger la dérogation dépend du Conseil sur proposition de la Commission européenne et après consultation du Parlement européen et discussion au sein du Conseil européen. Après l'entrée en vigueur du traité de Lisbonne, il sera également nécessaire d'obtenir une recommandation en provenance des États membres de la zone euro. Les informations sur l'état de réalisation des critères de convergence sont publiées depuis août 2009 dans le Monitor konwergencji nominalnej par le Bureau du représentant spécial pour l'adoption de l'euro. L'entrée de la Pologne dans la zone euro aura lieu au moins trois ans après la prise de décision. Cette période a été divisée en quatre étapes :
1. La préparation et l'entrée dans le MCE II – l'entrée du złoty dans le MCE II ;
2. Le respect des critères de convergence – l'abrogation de la dérogation de la Pologne ;
3. La préparation à l'introduction de l'euro ;
4. Le processus d'introduction de l'euro – le retrait du złoty de la circulation.

### Critères de convergence

#### Situation
|                                                           | Critères de convergence | Critères de convergence | Critères de convergence | Critères de convergence | Critères de convergence     |
|                                                           | Inflation               | Finances publiques      | Finances publiques      | Membre du MCE II        | Taux d'intérêt à long terme |
| Déficit budgétaire annuel au PIB                          | Inflation               | Dette publique au PIB   |                         | Membre du MCE II        | Taux d'intérêt à long terme |
| --------------------------------------------------------- | ----------------------- | ----------------------- | ----------------------- | ----------------------- | --------------------------- |
| Valeur de référence                                       | max 2,8 %               | max 3 %                 | max 60 %                | min 2 ans               | max 5,1 %                   |
| Pologne                                                   | 6,1 % (2024)            | 5,4 % (2024)            | 53,7 % (2024)           | pas encore membre       | 5,6 % (2024)                |
| Notes : 1. 2. - Critère satisfait - Critère non satisfait |                         |                         |                         |                         |                             |

### Convergence juridique
Afin d'adhérer à la zone euro, la Pologne doit répondre au critère de l'article 131 du traité sur le fonctionnement de l'Union européenne (TFUE), qui dispose que « Chaque État membre veille à la compatibilité de sa législation nationale, y compris les statuts de sa banque centrale nationale, avec les traités et les statuts du SEBC et de la BCE. »
Selon le Rapport sur la convergence publié par la Banque centrale européenne (BCE) en mai 2010, la législation polonaise ne répondait pas à toutes les exigences du traité, notamment l'indépendance de la Banque centrale, l'interdiction du financement monétaire de la Banque centrale et l'intégration de l'Eurosystème. Selon le rapport, aucune des législations des neuf États membres examinés n'était pleinement conforme aux exigences pour l'adoption de l'euro prévue dans les traités et les statuts du système européen de banques centrales (SEBC) et la BCE. En outre, la Commission européenne, dans son Rapport sur la convergence 2010, a déclaré que la législation polonaise — en particulier la loi NBP et le texte de sa Constitution — ne sont pas entièrement compatibles avec les articles 130 et 131 du traité et les statuts du SEBC et la BCE.
Dans son rapport sur la convergence de 2015, la Banque centrale européenne note que la Pologne « ne respecte pas la totalité des exigences relatives à l’indépendance de la banque centrale, à la confidentialité, à l’interdiction du financement monétaire et à l’intégration juridique dans l’eurosystème ».
Les experts conviennent que dans le but d'introduire l'euro, la constitution polonaise devra être modifiée (notamment son article 227). Cette modification nécessite, au minimum, l'accord de la majorité des deux tiers des membres de la Diète polonaise (le quorum étant atteint lorsque la moitié des députés de la Diète sont présents).

## Effet possible de l'introduction de l'euro
Le remplacement du złoty par l'euro fait l'objet d'analyses économiques par les principales institutions publiques chargées des finances en Pologne. Ainsi, parmi ces études se trouvent les publications diffusées par le ministère des Finances en 2005, et par la Banque nationale en 2004 et 2009,. Dans ces rapports, il est fait référence à la fois aux opportunités et avantages escomptés, et aux risques potentiels et aux coûts attendus.

### Avantages possibles
De nombreuses conséquences positives à l'adoption de l'euro sont escomptées. Les avantages directs sont notamment associés à une réduction des coûts de transaction et des risques liés aux taux de change. Il s'agit notamment d'une réduction des coûts dans le domaine des affaires, de faciliter la compatibilité, de faciliter la planification financière des opérateurs, d'améliorer la comparabilité et la transparence des prix à l'international, d'améliorer la situation des Polonais dans leur statut de partenaire dans le commerce international grâce à l'utilisation d'une monnaie ayant une forte position mondiale, de mettre fin au change des devises et par conséquent aux coûts associés, d'accroître la transparence du marché et de réduire les barrières à l'entrée, d'intensifier les échanges, et d'augmenter les investissements — tant en ce qui concerne les investissements intérieurs et les investissements directs à l'étranger,. Ces avantages directs sont aussi liés à l'évaluation de la situation macroéconomique. En effet, l'adoption de l'euro confère une plus grande stabilité macroéconomique, permet de limiter la spéculation sur les devises, de réduire le risque d'une crise monétaire, d'accroître la crédibilité de la politique monétaire, d'accroître la crédibilité de la politique budgétaire liée aux obligations issues du pacte de stabilité et de croissance, et d'améliorer la notation financière. Enfin, ces avantages directs sont aussi liés à la diminution des taux d'intérêt. Il s'agit notamment de diminuer le coût du capital pour les ménages, les entreprises et les institutions publiques, de faciliter l'octroi du crédit et d'augmenter par conséquent la consommation et d'améliorer la viabilité de la dette.
Les autres effets concernent notamment les marchés financiers. Il s'agit d'améliorer le niveau d'intégration des marchés et la stabilité des institutions financières. Enfin, l'adoption de l'euro aurait des conséquences positives en matière de croissance du PIB et de la prospérité.
Selon les publications, ces conséquences sont liées à la réalisation de certains changements tels que la réforme des finances publiques ou la réduction de la dette publique. La plupart des avantages de l'adoption de l'euro se matérialisent sur le long terme. L'estimation de ces avantages est difficile à effectuer avec précision, en dépit des tentatives de certains économistes. Par exemple, le coût des transactions du commerce extérieur de la Pologne s'élevait à 1-1,5 % du PIB, 70 % des exportations et 60 % des exportations étant réalisées en euro. En plus de ces avantages, la Pologne obtiendra plus d'influence sur la prise de décision au sein de l'Union européenne, liée notamment à l'adhésion à l'Eurogroupe et à l'obtention d'une meilleure position au sein du système européen de banques centrales.

### Effets négatifs possibles
L'adoption de l'euro peut aussi être source de risques, avoir des effets négatifs pour l'économie polonaise, à long terme, à moyen terme et à court terme.
À court terme, les risques sont notamment associés à la participation au MCE II — par exemple, le risque du phénomène hypothétique du triangle d'incompatibilité — ainsi qu'à l'effet sur les prix de l'introduction de l'euro et aux phénomènes associés à la volonté d'utiliser un prix attractif. L'impact potentiel total de ces phénomènes sur la hausse de l'indice des prix à la consommation a été estimée à 3,29 %, en supposant que l'ajustement soit asymétrique. Ces risques sont également liés aux coûts associés à l'introduction de l'euro fiduciaire et des transactions hors espèces (la délivrance des pièces de monnaie, les échanges dans les guichets automatiques bancaires, la conversion, les changements dans les systèmes informatiques, etc.) ainsi qu'au coût de la campagne d'information.
À moyen terme, les effets négatifs concernent les risques de taux de change défavorable, de détérioration de la compétitivité de l'économie associée à une augmentation des coûts de la main-d'œuvre et les risques liés aux écarts d'inflation au sein de l'union monétaire et aux actifs, en particulier l’immobilier.
À long terme, les effets négatifs peuvent résulter du transfert de la politique monétaire au niveau communautaire. Cela attire l'attention sur la nécessité d'inclure des aspects de la mondialisation qui limiteraient fortement la possibilité réelle d'une politique monétaire autonome. En outre, les effets sur la consommation de l'abandon de l'autonomie dans ce domaine ont été estimés à 0,055 %. Un autre effet négatif à long terme est la perte des ajustements du taux de change comme instrument politique.

## Institutionnalisation du processus d'adoption de l’euro
Le gouvernement de Donald Tusk a créé une structure organisationnelle, fin 2008 et 2009, visant à préparer l'entrée de la Pologne dans la zone euro. Le 28 novembre 2008, le Premier ministre d'alors a accepté la candidature de Ludwik Kotecki au poste de représentant spécial du gouvernement pour la future introduction de l’euro. La règlementation pertinente sur la mise en place du représentant spécial du gouvernement pour l'adoption de l'euro a été adopté par le conseil des ministres le 13 janvier 2009. Le 3 novembre 2009, le conseil des ministres a adopté une réglementation créant le Comité national de coordination sur l’euro et le Conseil de coordination inter-institutionnel.
Le Comité national de coordination pour l’euro est présidé par le représentant spécial du gouvernement pour l'euro, vice-président spécial du Conseil de la Banque nationale de Pologne pour l’euro. Le comité comprend également le ministre qui a dirigé les travaux du Comité permanent du conseil des ministres, le secrétaire d’État au sein du ministère de l’Économie, le secrétaire d’État au sein du ministère de l'Intérieur, le secrétaire du Comité d'intégration européenne, le président de l'office de la concurrence et de la protection des consommateurs, le président du Centre gouvernemental de la législation et le président de la Commission de surveillance financière.
Le Conseil de coordination est composé du président du gouvernement et du vice-président, représentant le Conseil de la Banque nationale de Pologne, et les présidents des groupes de travail.
Les groupes de travail chargés des préparatifs à l'introduction de l'euro en Pologne sont les organes consultatifs du Conseil. Ces groupes sont au nombre de huit, traitant des questions macroéconomiques, des ajustements juridiques, de l'administration publique, du secteur financier et de la stabilité financière, de l'introduction des pièces et billets en euro, des sociétés non financières, de la protection des consommateurs et la stratégie de communication. Ces groupes comprenaient des représentants d'une trentaine d'institutions différentes.
Le premier représentant spécial du gouvernement fut Ludwik Kotecki (du 2 février 2009 au 1er février 2012). Il fut suivi par Maria Orłowska à partir de février 2012.

## Position politique

### Avant 2004
Les discussions sur l'entrée dans la zone euro ont commencé avant l'adhésion de la Pologne à l'Union. Dans ses déclarations, le Premier ministre Leszek Miller parlait d'une introduction de l'euro dans la période 2007-2009. Cette politique soulignait la nécessité de respecter des critères stricts. Durant la période qui précédait l'adhésion de la Pologne à l'Union, certains économistes considéraient que l'introduction de l'euro devait avoir lieu rapidement au moyen d'une euroïsation unilatérale. Parmi les représentants de cette position se trouvaient des économistes tels que Andrew Bratkowski et Jacek Rostowski, bien qu'ils crussent que cette étape devait être précédée d'un accord avec l'Union européenne. Ce point de vue est partagé par d'autres personnes liées au Centre de recherche sociale et économique (CASE). En 2005, un des dirigeants de la Plate-forme civique, Jan Rokita, a affirmé que cette étape permettrait d'éviter le renforcement excessif du złoty. Cependant, le Premier ministre Marek Belka a souligné le fait qu'une telle décision serait mal accueillie par l'Union européenne. Il a déclaré qu'il faudrait envisager de lier le złoty à l'euro bien que cela nécessiterait l'équilibre des finances publiques. Les discussions concernant l'euroïsation unilatérale ont cessé lorsque la Pologne a adhéré à l'union économique et monétaire en 2004.

### De 2005 à 2007
Au cours du mandat de la coalition PiS-Samoobrona-LPR, l'introduction d'une nouvelle monnaie n'a fait partie des priorités des gouvernements successifs. En 2006, le Premier ministre Kazimierz Marcinkiewicz a parlé de projets d'entretiens sur l'adhésion à la zone euro, qui devaient commencer en 2009. Le Premier ministre Jarosław Kaczyński, plus sceptique sur l'euro, s'est dit préoccupé par les conséquences négatives de l'adhésion au MCE II et a présenté son avis concernant l'impact de l'euro sur les prix. Les questions concernant l'introduction d'une nouvelle monnaie ont aussi conduit à consulter des personnalités proches du président Lech Kaczyński, y compris Aleksander Szczygło. En 2007, le vice-premier ministre et ministre des Finances, Zyta Gilowska, a déclaré avoir commencé les discussions sur l'euro à la fin 2009-début 2010, tandis que l'adoption de l'euro était envisagée pour l'année 2012.
La même année, le nouveau président de la Banque nationale de Pologne, Sławomir Skrzypek, a déclaré que l'introduction de l'euro aurait lieu au début de 2012. Son prédécesseur, Leszek Balcerowicz, a lui-même rappelé à plusieurs reprises la nécessité de mettre en œuvre les obligations découlant des traités et les avantages de l'euro. Il a souligné, entre autres, les effets positifs pour les exportateurs polonais et la recherche d'un avis positif du Fonds monétaire international en évaluant les répercussions associées au respect des critères de convergence. Il a en outre rappelé que l'introduction de l'euro pourrait accélérer le développement économique et améliorer la qualité de vie des Polonais. Enfin, il a mis en avant la médiocrité des informations sur les effets réels de l'euro.

### À partir de 2007

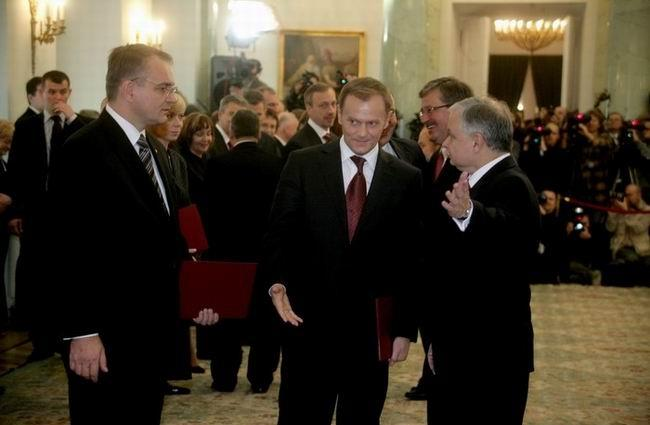
Le Premier ministre Donald Tusk, le vice-Premier ministre Waldemar Pawlak et le président Lech Kaczyński.

Le 10 septembre 2008, lors d'un forum économique à Krynica-Zdrój, le premier ministre polonais Donald Tusk a annoncé que le gouvernement avait pour objectif de rejoindre la zone euro en 2012. Le 17 septembre 2008, la date de l'adoption a été avancée à 2011. Cependant, le président de la Chancellerie, Piotr Kownacki, indiquait toujours 2012. Le président Lech Kaczyński s'opposait à cette estimation car il considérait qu'une consultation populaire était nécessaire. En octobre 2008 fut adoptée la Feuille de route pour l'adoption de l'euro par la Pologne (Mapa drogowa przyjęcia euro przez Polskę). Le parti Plate-forme civique a invité à travailler sur une modification de la Constitution en vue de l'adoption de l'euro. Ludwik Kotecki a indiqué soutenir cette position. Les représentants du principal parti d'opposition, Droit et justice, ont reçu négativement tant l'idée d'adopter l'euro que celle de respecter les critères de convergence. Jaroslaw Kaczynski, le président de Droit et justice, a déclaré que l'euro serait nuisible à la société, notamment pour les retraités.
Au début de l'année 2009, en raison de la mauvaise situation financière en Pologne, Donald Tusk a annoncé que l'adoption de l'euro serait reportée. Au milieu de l'année, le Premier ministre a déclaré que le plan était suspendu.
Le 5 novembre 2009, lors d'une conférence de presse, le ministre des finances polonais Ludwik Kotecki a déclaré que le gouvernement exposerait son plan d'adoption de l'euro au milieu de l'année 2010. Lors d'une interview publié dans le quotidien Rzeczpospolita le 22 octobre 2009, il a également déclaré que la Pologne pourrait adopter l'euro en 2014 si le déficit budgétaire était diminué en 2012.
À la fin du mois de janvier et au début du mois de février 2010, le Premier ministre Donald Tusk a présenté le Plan de développement et de consolidation des finances publiques pour 2010-2011.
L'ancien président Lech Kaczyński a déclaré lors d'une conférence que la Pologne ne serait pas capable de rejoindre la zone euro avant 2015, et que même 2015 paraissait trop optimiste. Les porte-paroles du gouvernement ont alors indiqué que la Pologne ne rejoindrait pas la zone euro en 2012.
Le 11 décembre 2009, le Premier ministre polonais Donald Tusk a déclaré que la Pologne pourrait adopter l'euro en 2015. Lors d'un séminaire sur l'adoption de l'euro organisé par le ministère des finances, le 15 décembre 2009, le vice-ministre des finances Ludwik Kotecki a indiqué que 2015 paraissait plus probable que 2014. Toutefois, il refusa d'annoncer la date officielle fixée.
En 2010, en raison de la crise de la dette publique dans la zone euro, l'intérêt des Polonais pour l'euro a diminué de manière importante, près de la moitié de la population étant contre l'adoption[réf. nécessaire].
En 2018, l'appel au Premier ministre Mateusz Morawiecki a été publié par la rédaction de Rzeczpospolita, aux côtés d'un groupe d'économistes. Morawiecki y annonçait que la zone euro dans sa forme actuelle ne considère pas sa zone monétaire comme optimale et que le gouvernement n'est pas intéressé par le changement de monnaie à ce moment.

## Opinion publique
| Date                 | Oui    | Non    | Sans opinion | Nombre de personnes interrogées | Institut de sondage |
| -------------------- | ------ | ------ | ------------ | ------------------------------- | ------------------- |
| 17-21 septembre 2007 | 45,9 % | 36,6 % | 17,5 %       | 1 001                           | Eurobaromètre,      |
| 5-9 mai 2008         | 39,2 % | 45,6 % | 15,3 %       | 1 004                           | Eurobaromètre,      |
| 5-9 mai 2009         | 44,9 % | 40,3 % | 14,8 %       | 1 009                           | Eurobaromètre,      |
| 21-25 septembre 2009 | 40,0 % | 45,8 % | 14,2 %       | 1 016                           | Eurobaromètre,      |
| Avril 2010           | 41 %   | 49 %   | 10 %         | -                               | CBOS                |
| 17-21 mai 2010       | 40,0 % | 43,9 % | 16,1 %       | 1 008                           | Eurobaromètre,      |
| 20-24 septembre 2010 | 33,9 % | 52,5 % | 13,5 %       | 1 001                           | Eurobaromètre,      |
| Mars 2011            | 32 %   | 60 %   | 8 %          | -                               | CBOS                |
| 2-5 mai 2011         | 33,5 % | 50,2 % | 16,3 %       | 1 014                           | Eurobaromètre,      |
| 1. 2.                |        |        |              |                                 |                     |

Une étude TNS datée de février 2011 montre que 51 % des Polonais considèrent que l'adoption de l'euro aura des effets négatifs, tandis que 17 % estiment que celle-ci aura des effets positifs. En outre, 24 % des sondés se sentent indifférents quant à l'adoption, tandis que 8 % sont sans opinion. Au premier trimestre de l'année 2013, l'opinion publique sondée reste toujours majoritairement opposée à d'adoption de la monnaie commune par le pays.

## Dessins possibles des pièces en euro de Pologne
En novembre 2010, les dessins des pièces de monnaie polonaises ne sont pas encore déterminés. Parmi les dessins proposées se trouve un aigle portant une couronne, le logo « Solidarność », l'image de Nicolas Copernic ou celle de Frédéric Chopin.